# タマノカンアオイ
タマノカンアオイ（多摩の寒葵、学名: Asarum tamaense）は、ウマノスズクサ科カンアオイ属の常緑の多年草。

## 特徴
葉に長い葉柄があり、葉柄は褐色または暗紫色になる。葉身は卵円形または広楕円形で、長さ5-13cmになり、先端は円形、基部は心形になる。葉質は厚く、葉の表面は光沢があるが鈍く、深緑色になり、短毛が散生し、雲紋状の斑が入るものや斑がないこともある。葉脈は網目状になり、脈に沿って少しへこむ。裏面は無毛で淡色になる。
花期は4-5月。花に花弁は無く、萼裂片が花弁状になる。花の径は3-4cmになり、暗紫色で、葉柄の基部について下面の土に半ば埋もれて咲く。萼筒は上部がやや開いた筒形で、長さ10-12.5mm、径14-15mmになる。萼筒の入口は環状のつばがあり、その周囲に隆起したしわ状の白いひだがある。萼筒内壁には格子目の網状隆起がある。萼裂片は広三角状卵形で、長さ11(-21)mm、幅13(-23)mmになり、先は鈍く、表面は紫色または濃紫褐色になり短毛が密生し、縁は強く波打つ。雄蕊は12個ある。花柱は6個あって直立し、先端は逆長靴形で頂部に柱頭がある。 
同属のアマギカンアオイに似るが、本種は、葉柄が緑色でなくて、褐色または暗紫色になること、アマギカンアオイほど葉脈のくぼみが深くないことで異なる。また、カギガタアオイに似るが、同種は、萼筒が上部でくびれること、板状突起があまり発達しなこと、秋に開花することで異なる。

## 分布と生育環境
日本固有種。本州の関東地方南西部の多摩川付近の多摩丘陵とその周辺に分布し、広葉樹林のやや湿った林床に生育する。

## 名前の由来
和名タマノカンアオイは、「多摩の寒葵」の意で、産地の多摩丘陵に基づく。
種小名（種形容語） tamaense は、「多摩産の」の意味。

## 種の保全状況評価
絶滅危惧II類 (VU)（環境省レッドリスト）
（2017年、環境省）

## ギャラリー

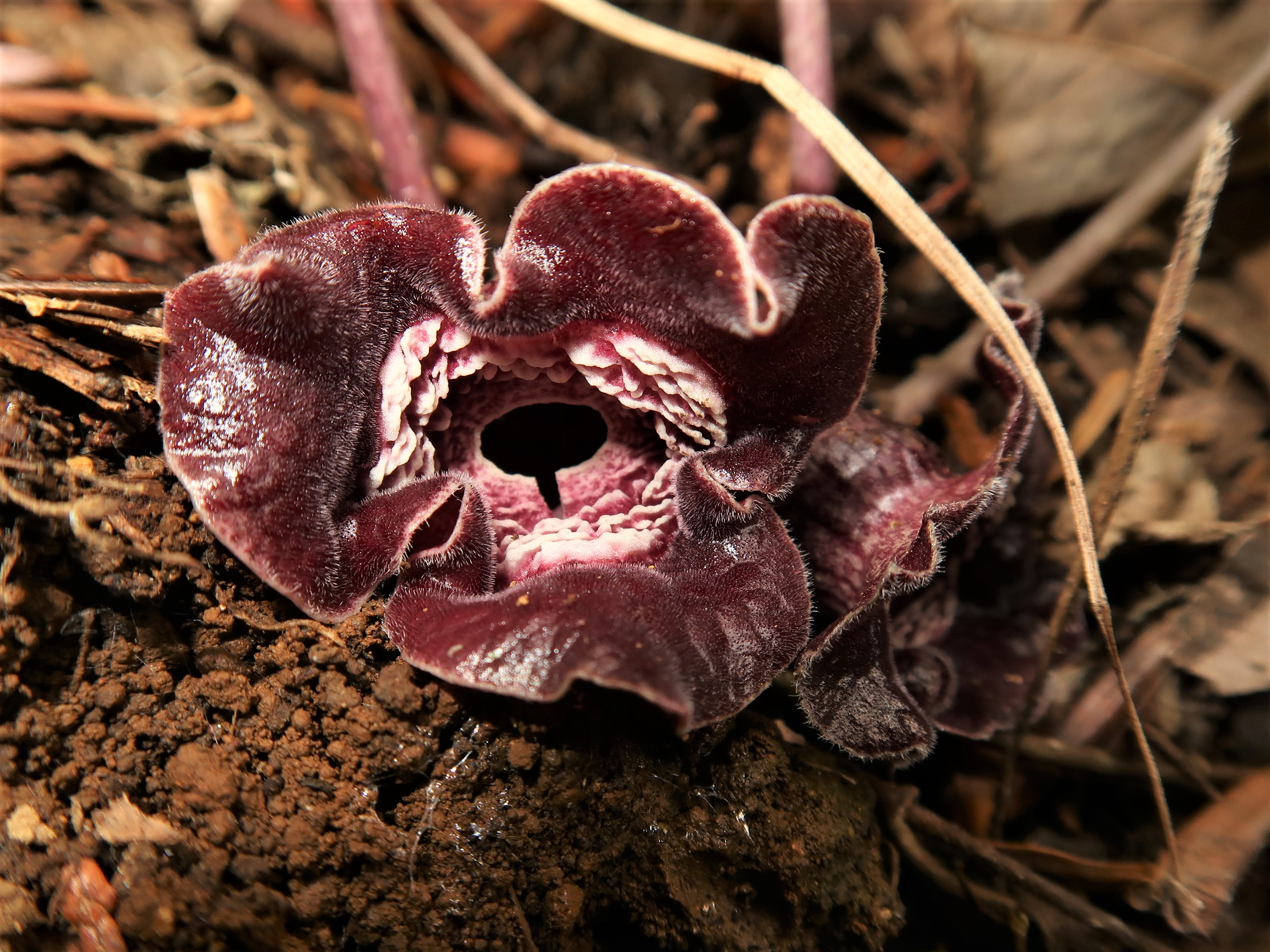
萼裂片は広三角状卵形で、表面は紫色または濃紫褐色になり短毛が密生し、縁は強く波打つ。萼筒の入口は環状のつばがあり、その周囲に隆起したしわ状の白いひだがある。
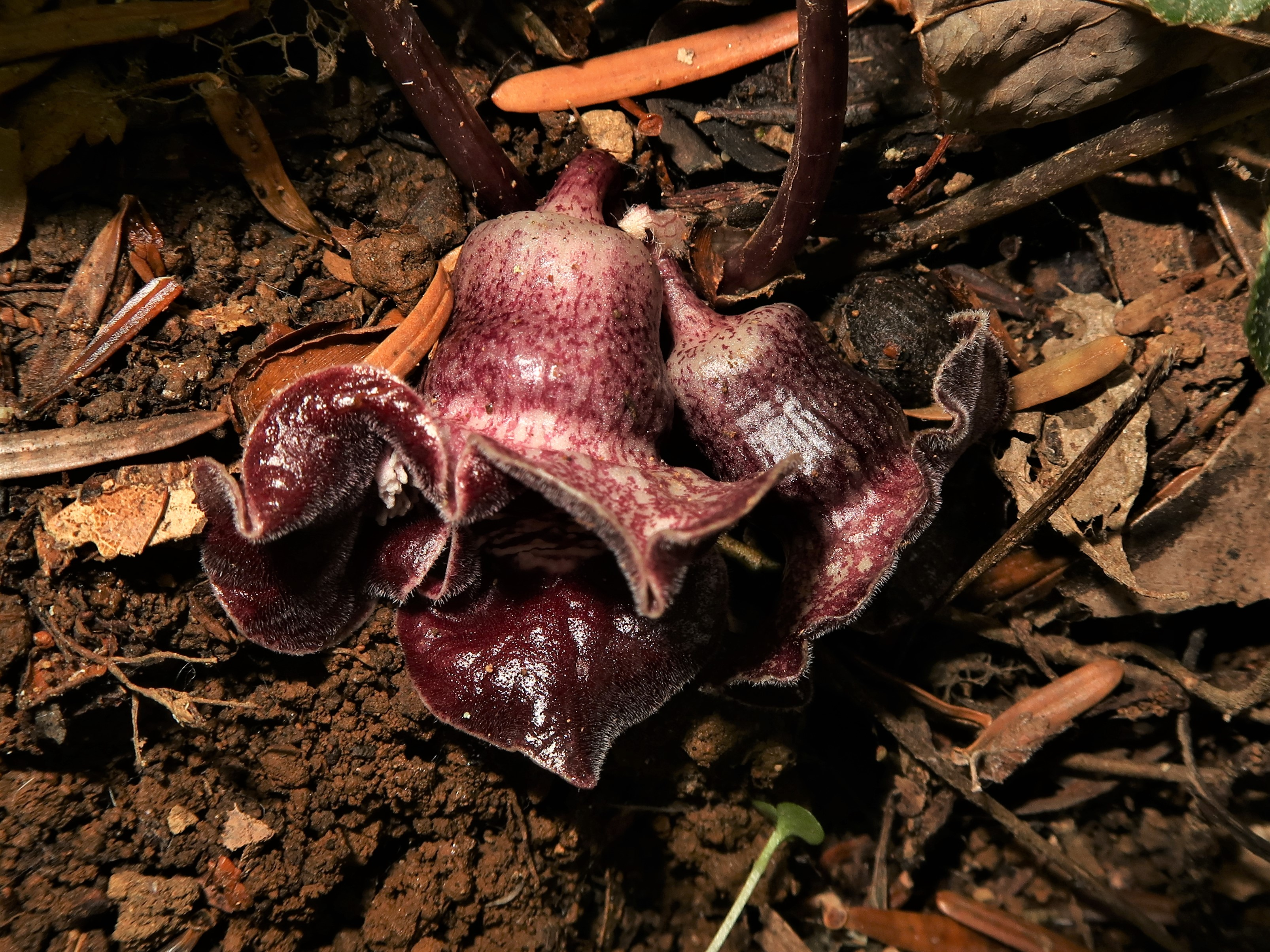
萼筒は上部がやや開いた筒形。
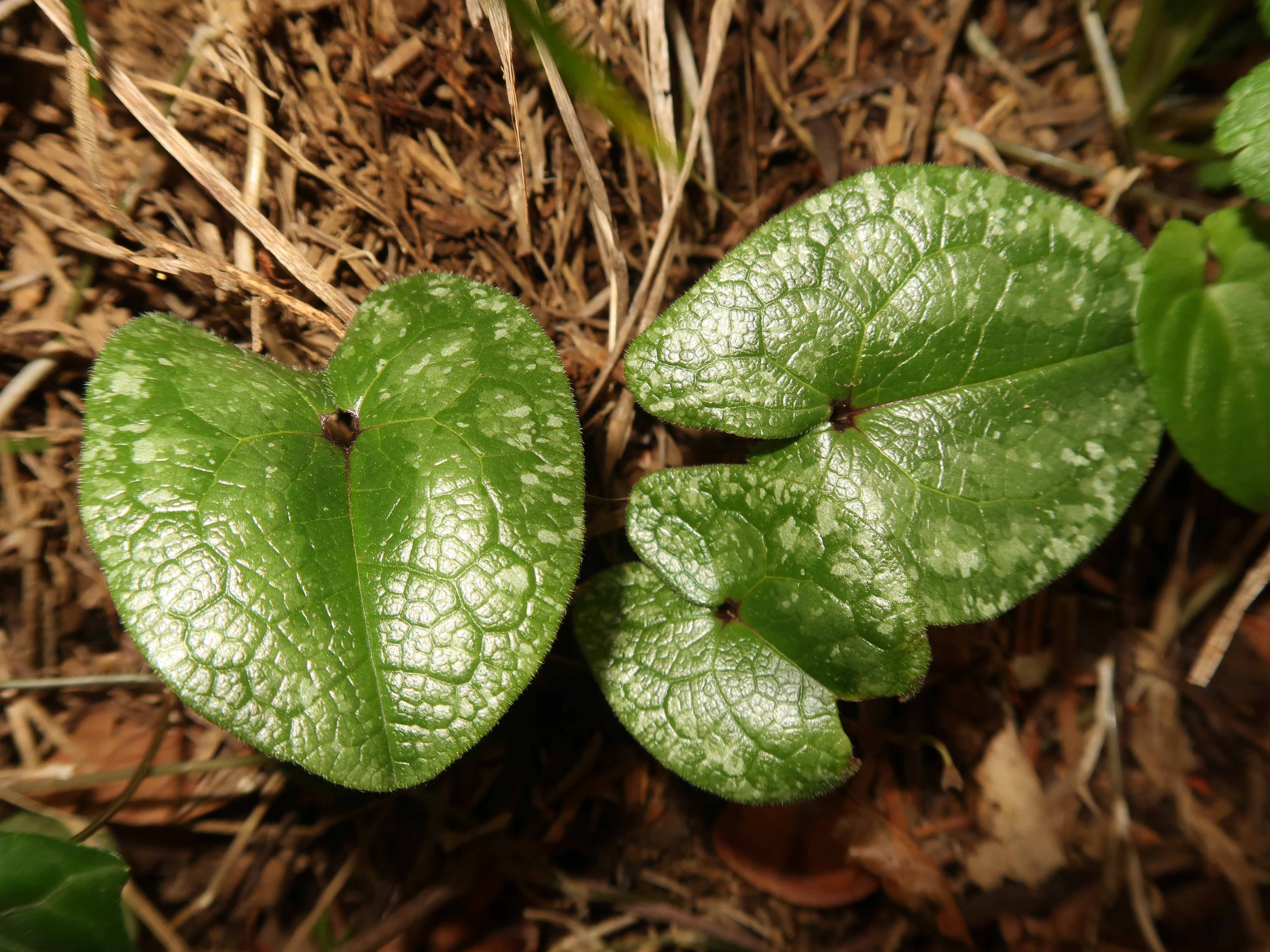
葉質は厚く、葉の表面は光沢があるが鈍く、深緑色になり、短毛が散生する。葉脈は網目状になって脈に沿って少しへこむ。
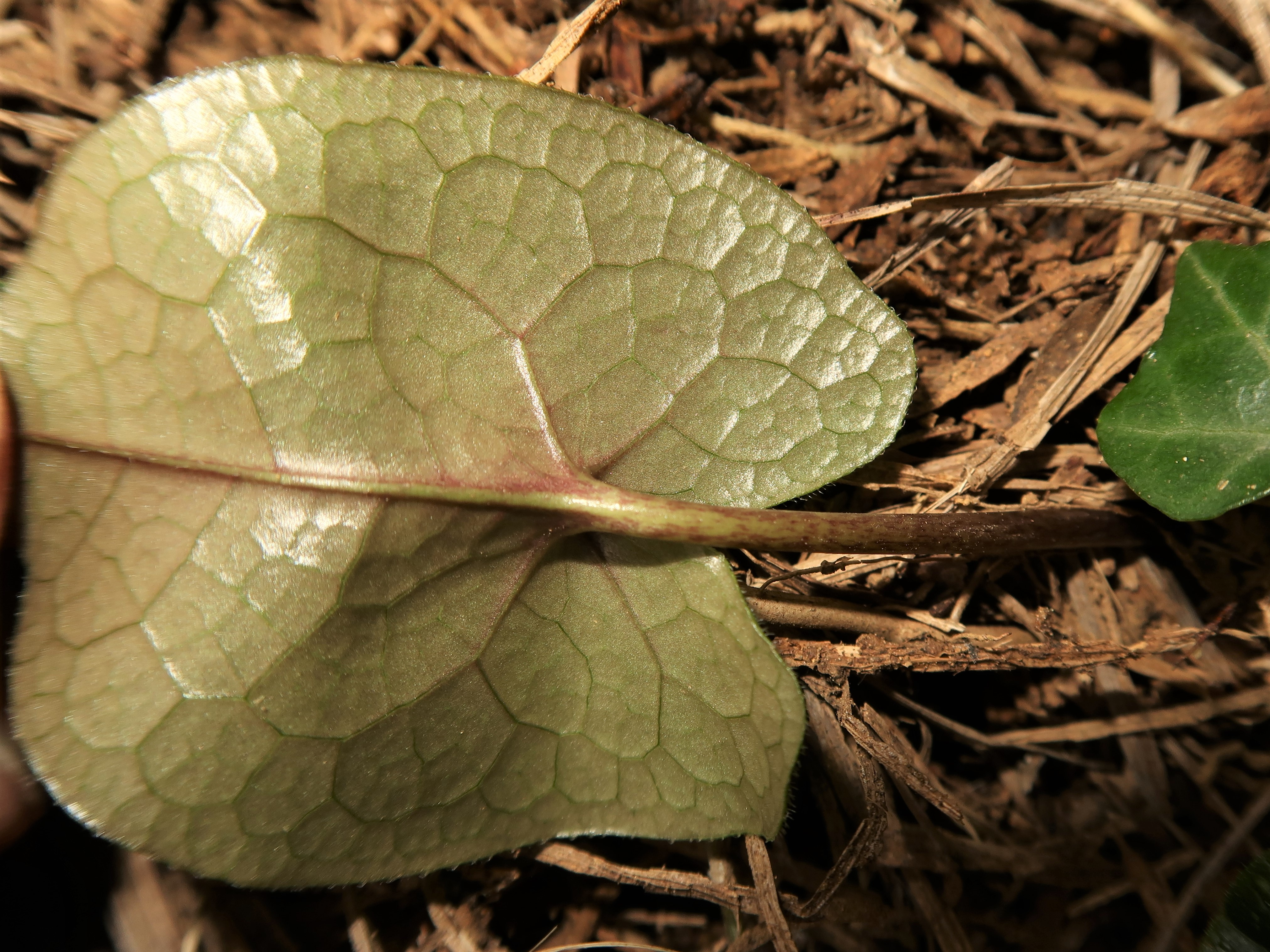
葉の裏面は無毛。
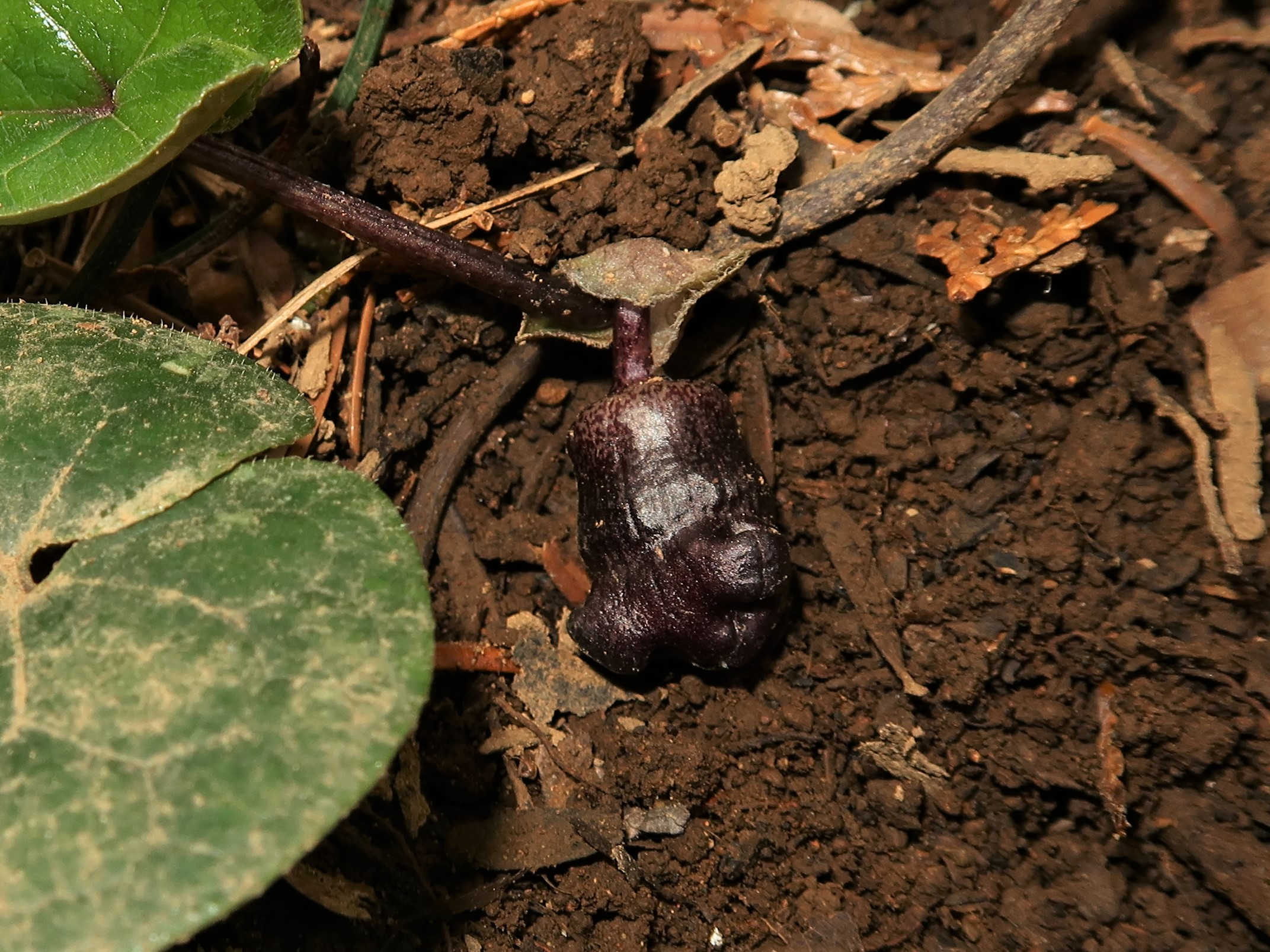
蕾の状態。